# 新治国造
新治国造（にいはりのくにのみやつこ/にいはりこくぞう）は常陸国西部を支配した国造。

## 概要

### 祖先
- 『常陸国風土記』によると、崇神朝に新治国造の祖である比奈良珠命が東征でこの地に至ったという。
- 『先代旧事本紀』「国造本紀」によると、成務朝に美都呂岐命の子の比奈羅布命が新治国造に任じられたという。

### 氏族
新治氏（にいはりうじ、姓は直）で、『続日本紀』に新治直子公や新治直大直の名が見える。天照大御神を遠祖とする天孫族の一族で、武蔵国造、相武国造、上海上国造、下海上国造、千葉国造、阿波国造、伊甚国造、出雲国造、素賀国造と同族。

## 本拠

### 支配領域
国造の支配領域は当時新治国と呼ばれた地域、後の律令国の常陸国新治郡。現在の茨城県桜川市・筑西市周辺に相当するとされる。

## 氏神
新治郡式内社で名神大社の稲田神社。新治国造の奉斎社とされる。

### 墓
- 葦間山古墳
筑西市にある推定長141メートルの前方後円墳で、一説に初代国造の比奈良珠命の墓とする伝えがある[4]。
- 長辺寺山古墳
桜川市にある全長120メートルの前方後円墳。

## 子孫
- 新治子公（にいはりのこぎみ）
奈良時代の豪族で新治郡大領。外正五位下。